# Ølstafet
Ølstafet er et drukspil, der kombinerer et stafetløb med øldrikning. Spillet er i familie med det amerikanske Beer mile og det tyske Kastenlauf. 

## Regler
Stafetløbet udføres normalt ved at løbe, men kan også foretages i båd eller på cykel. Ordet stafet er en smule misvisende, da spillet ofte kun inkluderer en person per hold. Hver spiller på holdet skal starte bag en fastsat start- og mållinje. I en fastsat afstand fra denne placeres en øl ud fra hver person. Når startskuddet lyder, gælder det om at komme hurtigst hen til sin øl, bunde denne og derefter dreje ti gange rundt om flasken for til sidst at komme tilbage over målstregen. En ny øl stilles klar til næste person på holdet.

## Varianter
I USA kendes spillet primært i en variation, der kaldes "Beer mile". Spillet går her ud på at drikke en mængde øl og derefter løbe en kvart mil. Dette gennemføret fire gange i træk, hvorefter den hurtigste kåres som vinder.
I Tyskland findes en noget anderledes variant, hvormed fællestrækkene er, at der tilbagelægges en afstand og drikkes en fast mængde øl. Denne variant kaldes "kastenlauf" og går ud på at man i hold på to bærer en ølkasse mellem sig og drikker disse øl, mens man tilbagelægger 10km.

## Arrangementer
Ved Aarhus Universitet afholdes hvert år en stor ølstafet kaldet Kapsejladsen. Her dyster 12 studenterforeninger/hold i tre heat i en ølstafet over den ene sø i Universitetsparken. Arrangementet overværes af 10-20.000 tilskuere.
To gange årligt afholdes en ølstafet rundt om Almindsø ved Silkeborg, der bygger på regler lignende "Kastenlauf"-varianten. Her deltager herrehold på tre, kvindehold på fire, løber rundt om søen samtidig med, at de drikker en kasse øl med 30 flasker. Arrangementet afholdes to gange årligt. I 2012 deltog omkring 250 hold, og lige mange tilskuere.